# マルタケ
株式会社マルタケは、新潟市西区に本社を置く医薬品・医療機器等の卸売を行っている企業である。

## 沿革
- 1925年6月：田中薬局として創業。
- 1950年2月25日：株式会社田中竹二郎商店として会社設立。
- 1959年1月：医療機器部を分離。株式会社マルタケ医療機器店を設立。
- 1960年5月：感光材料部門を分離。株式会社マルタケ商会を設立。
- 1960年9月：特殊薬品部門を分離。株式会社田中竹商事を設立。
- 1963年5月：不動産部門としてマルタケ不動産株式会社を設立。
- 1971年1月：現社名に商号変更。

## 営業拠点
- 新潟県：本社、長岡店、上越店、新発田店、佐渡営業所
- 宮城県：仙台支店
- 山形県：山形支店、庄内営業所、新庄営業所、米沢営業所
- 秋田県：秋田支店
- 東京都：東京支店（豊島区）、西部営業所（世田谷区）
- 群馬県：群馬支店（高崎市）

## 主要取引メーカー
- 田辺三菱製薬、第一三共、アステラス製薬、MSD、エーザイ、大塚製薬、協和発酵キリン、ノバルティスファーマ、サノフィ・アベンティス、ファイザー、中外製薬、大鵬薬品工業、Meiji Seika ファルマ、沢井製薬、武田テバファーマ、日医工、テルモ、ニプロ、LSIメディエンス、栄研化学、関東化学、シスメックス、白十字、オオサキメディカル